# لی جینیو
لی جینیو، (چینی: 李金羽; پین‌یین: Lǐ Jīnyǔ، متولد ۶ ژوئیه ۱۹۷۷) بازیکن سابق اهل چین است. وی به عنوان بازیکن برای لیائونینگ و شاندونگ در سوپرلیگ چین بازی کرده‌است و یک فصل را به صورت قرضی در باشگاه نانسی فرانسه گذراند. او همچنین در حال حاضر بهترین گلزن تاریخ لیگ حرفه ای چین است و در این مسیر سه بار جایزه کفش طلا را از آن خود کرد.